# Ram Mandir

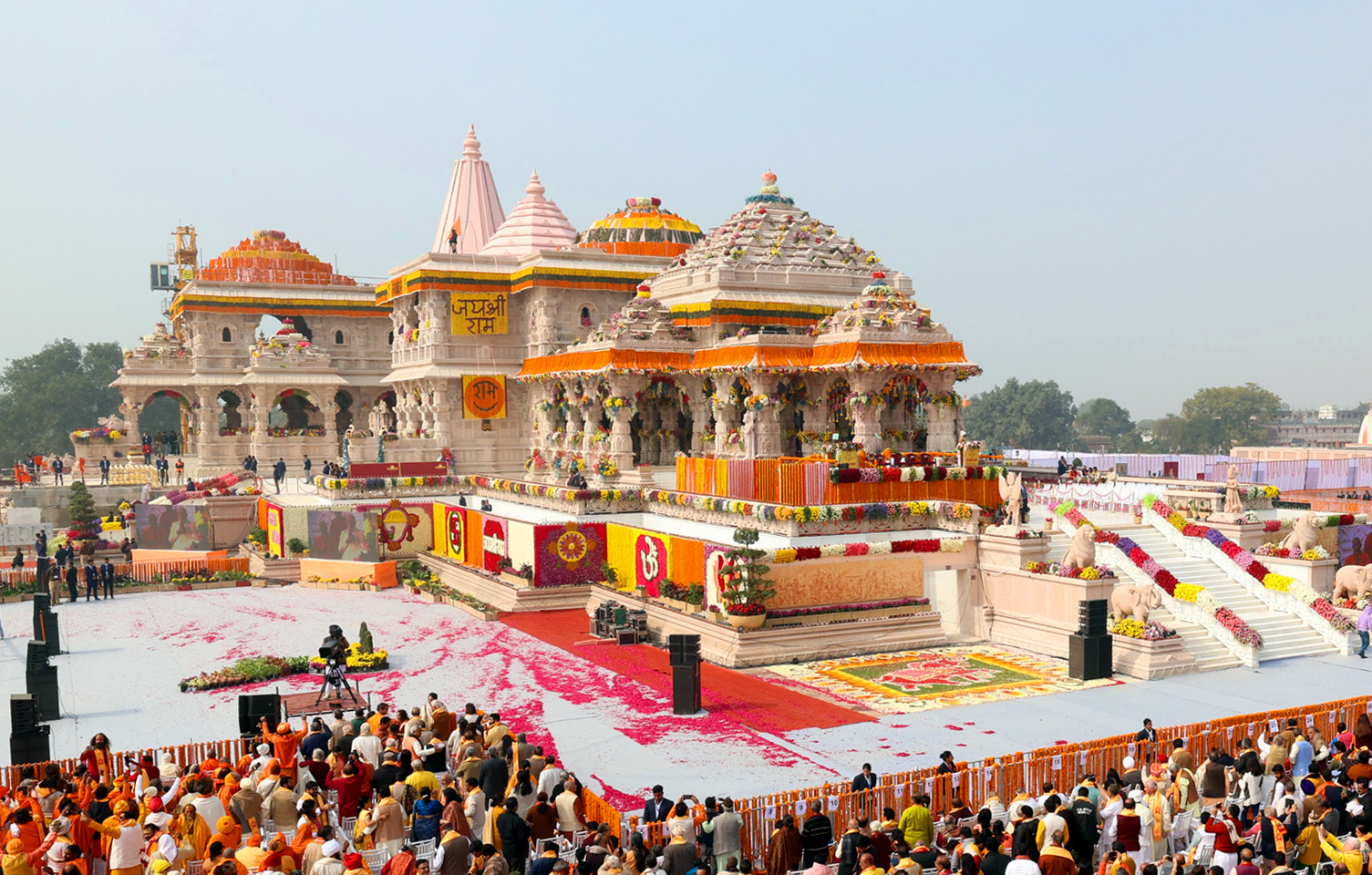
Eröffnung des Ram Mandir am 22. Januar 2024.

Der Ram Mandir (Hindi राम मंदिर, auch राम जन्मभूमि, rām janmabhumi, „Geburtsort Ramas“) in Ayodhya, Indien, ist ein hinduistischer Tempel. Viele Hindus glauben, dass es sich an der Stelle von Ram Janmabhoomi befindet, dem mythischen Geburtsort von Rama, einer Hauptgottheit des Hinduismus. Der Tempel wurde am 22. Januar 2024 nach einer „prana pratishtha“ (Weihe)-Zeremonie eingeweiht. Am Tag seiner Eröffnung verzeichnete der Tempel einen Ansturm von über einer halben Million Besuchern. Nach einem Monat wurde eine durchschnittliche Besucherzahl von 100.000 pro Tag angegeben.
Der Standort des Tempels war Gegenstand kommunaler Spannungen zwischen Hindus und Muslimen in Indien, da hier früher die Babri Masjid-Moschee stand, die zwischen 1528 und 1529 erbaut wurde. Die Idole von Rama und Sita wurden 1949 in der Moschee untergebracht, bevor sie 1992 angegriffen und abgerissen wurde. Im Jahr 2019 urteilte der Oberste Gerichtshof Indiens, das umstrittene Land den Hindus für den Bau eines Tempels zu überlassen, während Muslimen in der Nähe Land für den Bau einer Moschee gegeben wurde.
Der Tempelbau wurde von einem 10-Milliarden-Dollar-Plan begleitet, der „einen neuen Flughafen, einen umgestalteten Bahnhof und die Entwicklung eines Townships umfasst“, um die antike Stadt Ayodhya in ein globales religiöses und spirituelles Touristenziel zu verwandeln. Das im Tempel verehrte zentrale Idol heißt Balak Ram.

## Hintergrund
Es gibt historische Hinweise für die Existenz eines Tempels vor dem Bau der Babri-Moschee im Jahr 1528. Laut einer Studie des Archaeological Survey of India von 2003, die auf Anweisung des Supreme Court of India durchgeführt wurde, existierte an der Stelle ein Ram Janmabhumi genannter Hindutempel, bevor die Moschee erbaut worden war. Diese Ergebnisse werden jedoch von anderen Historikern angezweifelt.
Das Tempelbau-Projekt wurde vor allem von hindunationalistischen Organisationen vorangetrieben. Die Vishva Hindu Parishad hatte trotz rechtlicher Hindernisse Pläne für den genauen Bau des Tempels vorgelegt. Die Werkstätten in Ayodhya wurden mit dem Tempelbau beauftragt, die Steinmetzarbeiten wurden trotz der rechtlichen Unsicherheit schon einige Zeit vorher begonnen.
Am 22. Januar 2024 weihte Premierminister Narendra Modi den fertiggestellten Tempel während einer feierlichen Zeremonie offiziell ein.